# Diépo
Diépo är en ort i Burkina Faso.   Den ligger i provinsen Bazega Province och regionen Centre-Sud, i den centrala delen av landet, 25 km söder om huvudstaden Ouagadougou. Diépo ligger 302 meter över havet och antalet invånare är 607.
Terrängen runt Diépo är platt. Närmaste större samhälle är Kombissiri, 17,7 km sydost om Diépo.
Omgivningarna runt Diépo är en mosaik av jordbruksmark och naturlig växtlighet. Runt Diépo är det ganska tätbefolkat, med 67 invånare per kvadratkilometer.